# Caudebec-lès-Elbeuf
Caudebec-lès-Elbeuf là một xã thuộc tỉnh Seine-Maritime trong vùng Normandie miền bắc nước Pháp.

### Huy hiệu
| Arms of Caudebec-lès-Elbeuf |

## Dân số
| Năm | 1962 | 1968 | 1975 | 1982 | 1990 | 1999 | 2006 |
| --- | ---- | ---- | ---- | ---- | ---- | ---- | ---- |
| Dân số | 9270 | 9595 | 9469 | 8963 | 9902 | 9904 | 9782 |
| From the year 1962 on: No double counting—residents of multiple communes (e.g. students and military personnel) are counted only once. |      |      |      |      |      |      |      |

## Thị trấn kết nghĩa
- Dereham, Anh
- Vigarano Mainarda, Ý
- Bad Dürrenberg, Đức
- Prague - Libuš, Cộng hòa Séc